# Kim Procopé
Ingalill Kim Procopé, född 24 juni 1938 i Helsingfors, är en finlandssvensk skådespelerska.

## Biografi
Kim Procopé är dotter till skådespelaren Henake Schubak och hans hustru Inga Procopé. Hon studerade 1956 vid Gösta Terserus teaterskola. Mellan  1961 och 1972 tillhörde hon Norrköping-Linköping stadsteaters fasta ensemble. Därefter övergick hon till den nystartade Västernorrlands regionteater.
1961 gifte hon sig med skådespelaren Jan Tiselius, med vilken hon har två söner. 1981 gifte hon om sig med Bo Palmqvist. Med honom har hon en dotter.

## Filmografi (urval)
- 1961 – Änglar, finns dom?
- 1977 – Lära för livet (TV-serie)
- 2001 – Villospår

## Teater

### Roller (ej komplett)
| År   | Roll                 | Produktion                                                                | Regi                         | Teater                           |
| ---- | -------------------- | ------------------------------------------------------------------------- | ---------------------------- | -------------------------------- |
| 1957 | Anny Spittigue       | Charleys tant Brandon Thomas                                              | Leo Golowin                  | Helsingborgs stadsteater         |
| 1961 | Josephine            | Doft av honung Shelagh Delaney                                            | Eva Sköld                    | Riksteatern                      |
| 1961 | Livia                | Så tuktas en hustyrann John Fletcher                                      | Lars Barringer               | Norrköping-Linköping stadsteater |
| 1962 | Armandine            | Fruar på vift Georges Feydeau                                             | Lars Barringer               | Norrköping-Linköping stadsteater |
| 1962 | Barblin              | Andorra Max Frisch                                                        | Lars Barringer               | Norrköping-Linköping stadsteater |
| 1965 | Hortense             | Boy Friend Sandy Wilson                                                   | Lars Barringer               | Norrköping-Linköping stadsteater |
| 1965 | Adela                | Bernardas hus Federico García Lorca                                       | Lars-Levi Læstadius          | Norrköping-Linköping stadsteater |
| 1965 | Hustrun              | Huset Werner Aspenström                                                   | Sture Ericson                | Norrköping-Linköping stadsteater |
| 1966 | Margarita            | Mallorca, Mallorca Gunnar Hoffsten och Bertil Norström                    | John Zacharias               | Norrköping-Linköping stadsteater |
| 1966 | Berit Klein          | De tolv Bengt V. Wall                                                     | Lars Gerhard Norberg         | Norrköping-Linköping stadsteater |
| 1966 | Daphne               | Köket Arnold Wesker                                                       | Ernst Günther                | Norrköping-Linköping stadsteater |
| 1967 | Natasja              | Natthärbärget eller På botten Maksim Gorkij                               | Lars Gerhard Norberg         | Norrköping-Linköping stadsteater |
| 1967 |                      | Himmelrikets nycklar eller Sankte Per vandrar på jorden August Strindberg | Johan Falck                  | Norrköping-Linköping stadsteater |
| 1968 | Chava                | Spelman på taket Joseph Stein, Jerry Bock och Sheldon Harnick             | John Zacharias               | Norrköping-Linköping stadsteater |
| 1968 | Mary                 | Flotten Kent Andersson                                                    | Lars Gerhard Norberg         | Norrköping-Linköping stadsteater |
| 1968 |                      | Friställde Andersson Jan Myrdal                                           |                              | Norrköping-Linköping stadsteater |
| 1968 | Charlotte Lindenberg | Hemmet Kent Andersson och Bengt Bratt                                     | Lars Gerhard Norberg         | Norrköping-Linköping stadsteater |
| 1969 |                      | Business, ett sällskapsspel Evert Lindberg och Folke Asplund              | Evert Lindberg Folke Asplund | Norrköping-Linköping stadsteater |
| 1969 | Jane Castle          | Den stora dagen Alan Seymour                                              | Lars Gerhard Norberg         | Norrköping-Linköping stadsteater |
| 1969 |                      | Halva kungariket Allan Edwall                                             | Lars Gerhard Norberg         | Norrköping-Linköping stadsteater |
| 1970 | Lotta                | Wermlännigarne Fredrik August Dahlgren och Andreas Randel                 | Bertil Norström              | Norrköping-Linköping stadsteater |
| 1970 | Christoffer Robin    | Nalle Puh Eric Olsoni                                                     | Riber Björkman               | Norrköping-Linköping stadsteater |
| 1970 | Perina               | Ut med språket Václav Havel                                               | Lars Gerhard Norberg         | Norrköping-Linköping stadsteater |
| 1970 | Angela               | Venetianskan Okänd medeltidsförfattare                                    | Hans Elfvin                  | Norrköping-Linköping stadsteater |
| 1970 | Vera                 | En månad på landet Ivan Turgenev                                          | John Zacharias               | Norrköping-Linköping stadsteater |
| 1970 | Ärtblomma            | En midsommarnattsdröm William Shakespeare                                 | Torsten Sjöholm              | Norrköping-Linköping stadsteater |
| 1971 | Johanna              | Sandlådan Kent Andersson                                                  | Lars Gerhard Norberg         | Norrköping-Linköping stadsteater |
| 1971 | Ada Kahn             | Hönssoppa med korngryn Arnold Wesker                                      | John Zacharias               | Norrköping-Linköping stadsteater |
| 1971 |                      | Rödluvan Jevgenij Sjvarts                                                 | Riber Björkman               | Norrköping-Linköping stadsteater |
| 1972 |                      | Press-stopp Sven Wernström                                                | Riber Björkman               | Norrköping-Linköping stadsteater |

### Regi
| År   | Produktion   | Upphovsmän        | Teater                           |
| ---- | ------------ | ----------------- | -------------------------------- |
| 1971 | Den starkare | August Strindberg | Norrköping-Linköping stadsteater |